# Kris De Bruyne
Kristiaan (Kris) De Bruyne (Antwerpen, 20 maart 1950 – Sint-Amands, 3 februari 2021) was een Belgische zanger. Met zijn Nederlandstalige oeuvre werd hij in het begin tot de kleinkunst gerekend. Toen hij vrij snel op de elektrische gitaar overschakelde, verwierf hij ook aanzien als rockartiest, en de Belgische media omschrijven hem voortdurend als de basislegger en een van de beste Nederlandstalige rockers. Onder zijn bekendste nummers zijn Amsterdam, Vilvoorde City, Lydia d'Île d'Yeu, Het Varken van de Hoge Venen, Waar ik voor leef, Lieve Jacoba, Ballerina's, De peulschil, De onverbiddelijke zoener en Je suis gaga.

## Beknopte biografie
Kris was het vijfde van de zeven kinderen van historicus en auteur Arthur De Bruyne. Hij werd ontdekt in 1967 door Wannes Van de Velde op het skifflefestival van Hove, waar hij een verrassende bluesversie van het kinderlied Klein, klein kleutertje speelde.
Nadien voegde hij zich bij het populaire duo Lamp & Lazerus en brachten ze onder de naam Lamp, Lazerus & Kris de single De peulschil / De onverbiddelijke zoener en het album Lamp, Lazerus en Kris uit (beide in 1971). Al snel verlaat Kris de groep om een lange solocarrière uit te bouwen. Hoogtepunten zijn Ook voor jou (goud, 1975), Paprika (goud, 1979), De beste van (platina), Keet in de lobby met Thé Lau (goud, 1998), die enkele klassiekers uit de Vlaamse rock en pop bevatten. Aan het einde van de jaren zeventig zei hij de scène tijdelijk vaarwel en reisde hij rond in de Verenigde Staten, getekend door het overlijden in 1977 van zijn broer Koen (pianist, arrangeur en producer), nadat een jaar eerder ook zijn broer Joost (kunstschilder) hem al ontvallen was.
Bij zijn terugkeer klonk het muzikale landschap in Vlaanderen (en Europa) behoorlijk anders, en zoals zovele zangers in zijn genre, bijvoorbeeld Raymond van het Groenewoud, raakte De Bruyne uit de gratie. Het definitieve eerherstel kwam er pas in het volgende decennium, onder meer geschraagd door samenwerkingsverbanden met andere artiesten, zoals Zakformaat XL, waarin hij verbroederde met o.a. Patrick Riguelle en Wigbert Van Lierde.
Kris De Bruyne heeft zich altijd laten omringen door de grootste artiesten, zowel in de opnamestudio's als op zijn concerten. Zo werkte hij samen met onder andere Toots Thielemans, Thé Lau, Jean-Marie Aerts, Chris Peeters, Kommil Foo, Raymond van het Groenewoud, Mauro Pawlowski, Michel Bisceglia, Triggerfinger (voor ze beroemd werden) en Neeka.
In 2007 werd zijn nummer Amsterdam opgenomen in De Eregalerij van de Vlaamse klassiekers van Radio 2.
Veel van zijn liedjes zijn vertolkt door anderen, onder meer Axelle Red. In 2015 bracht hij naar aanleiding van zijn 65ste verjaardag het boek In essentie uit. Hierin omschrijft hij de achterliggende gedachten en het ontstaan van zijn songs.
Op 25 mei 2019 werd Kris De Bruyne gehuldigd in Bornem (Weert) met het herbenoemen van "Klein Amsterdam" in de Schelde Internationale Muziekstroom-route, locatie streekmuseum: De Zilverreiger. Het kunstwerk is van Henri De Bruyn. Inmiddels was bij hem de ziekte van Alzheimer vastgesteld. Het laatste jaar van zijn leven verbleef hij in een verpleegcentrum, waar hij op 3 februari 2021 op 70-jarige leeftijd overleed.

## Discografie
- Lamp, Lazerus & Kris (Vogue, 1971)
- Kris De Bruyne (Vogue, 1973)
- Ook voor jou (Vogue, 1975)
- Ballerina's (Philips, 1977)
- Paprika (Philips, 1979)
- Kris De Bruyne Band (CNR, 1985)
- Oog in oog (Philips, 1989)

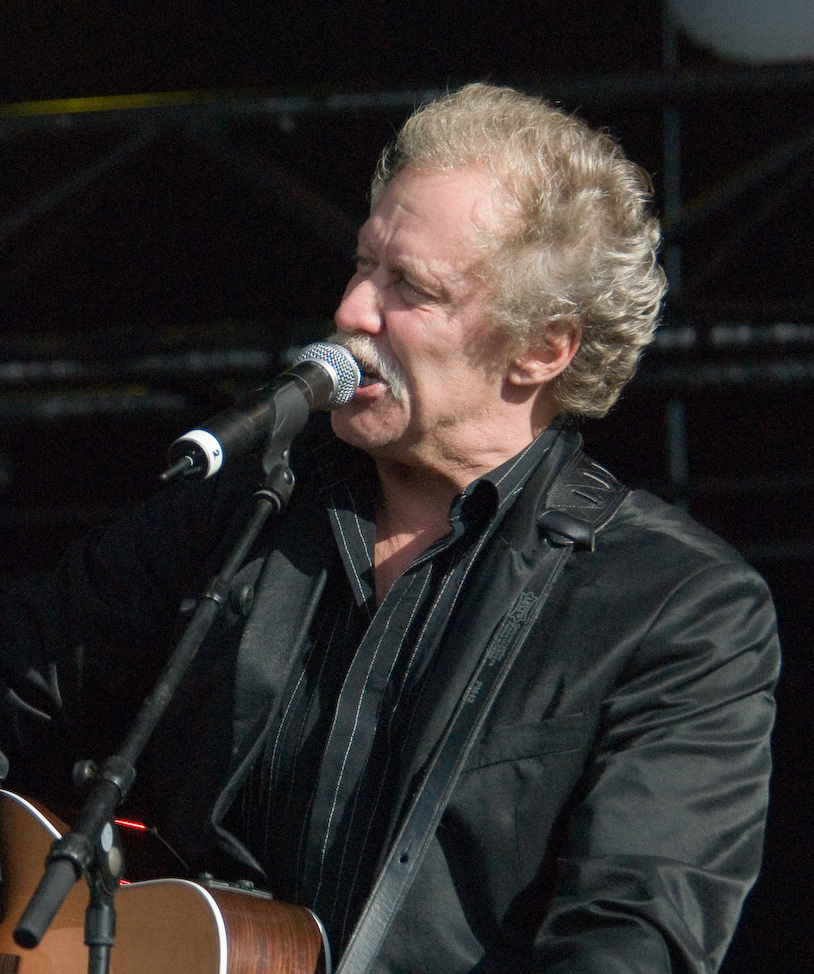
De Bruyne in 2006

- Janssen & Janssens maken een film (EMI, 1990) (filmmuziek van Kris De Bruyne & Chris Peeters voor Robbe De Hert)
- Keet in de lobby (Alora, 1993)
- Mirwart (Alora, 1994)
- Van mijlenver over de grens (Alora, 1996)
- 30 jaar zwervend bestaan (Alora, 1998) (dubbelalbum)
- Zakformaat XL N°1 (CNR, 2000) (met Patrick Riguelle en Wigbert Van Lierde)
- Buiten de wet (Culture Records, 2001)
- Westende songs (Krisismusic, 2005) (producer: Jean-Marie Aerts. Special guests: Patrick Riguelle, Henri Ylen, Filip Casteels en Luc De Vos)
- La Matanza songs (Krisismusic, 2011)
- In levende lijve (CNR Records, 2016) (dubbelbox met special guests zoals Mauro Pawlowski, Jean-Marie Aerts, Klaas De Somer, Patrick Riguelle, Kommil Foo, Clara Cleymans en Neeka)

### Compilatiealbums
- Portret (2x cd) (Philips, 1980)
- Master Serie Kris De Bruyne (Universal)
- Master Serie 1972-1979 (Sony)
- Wedersamengesteld (Alora, 1993)
- 17 Best of Kris De Bruyne (EMI)
- 40 jaar songs (4 cd's, Universal, 2008)
- Zo dichtbij (Het beste van) (4 cd's, Universal, 2021)

### Hitnoteringen
| Single met hitnotering(en) in de Vlaamse Ultratop 50 | Datum van verschijnen | Datum van binnenkomst | Hoogste positie | Aantal weken | Opmerkingen                                                   |
| ---------------------------------------------------- | --------------------- | --------------------- | --------------- | ------------ | ------------------------------------------------------------- |
| Je suis gaga                                         | 1985                  | 07-12-1985            | 40              | 1            | Nr. 1 in de Vlaamse Top 10                                    |
| Geef me liefde                                       | 2015                  | 07-02-2015            | tip7            | -            | met Guido Belcanto en Stijn Meuris Nr. 4 in de Vlaamse Top 50 |

| Album met hitnotering(en) in de Vlaamse Ultratop 200 albums | Datum van verschijnen | Datum van binnenkomst | Hoogste positie | Aantal weken | Opmerkingen |
| ----------------------------------------------------------- | --------------------- | --------------------- | --------------- | ------------ | ----------- |
| 30 jaar zwervend bestaan                                    | 1998                  | 21-03-1998            | 31              | 3            |             |
| 40 jaar songs                                               | 2008                  | 08-03-2008            | 68              | 3            |             |
| La Matanza songs                                            | 2011                  | 19-02-2011            | 90              | 1            |             |
| In levende lijve                                            | 2015                  | 14-11-2015            | 79              | 6            |             |
| Zo dichtbij – Het beste van                                 | 2021                  | 03-04-2021            | 8               | ...          |             |